# Centrolene condor
Centrolene condor es una especie de anfibio anuro de la familia Centrolenidae.

## Distribución geográfica
Esta especie es endémica del departamento departamental de Zamora-Chinchipe en Ecuador. Habita entre los 1750 y 1850 m sobre el nivel del mar en la ladera occidental de la cordillera del Cóndor.

## Descripción
El holotipo macho mide 27 mm.

## Etimología
El nombre de la especie le fue dado en referencia al lugar de su descubrimiento, la cordillera del Cóndor.

## Publicación original
- Cisneros-Heredia & Morales-Mite, 2008: A new species of glassfrog from the elfin forests of the Cordillera del Cóndor, southeastern Ecuador. Herpetozoa, vol. 21, p. 49-56[6]